# Protonebula combusta
Protonebula combusta är en fjärilsart som beskrevs av George Francis Hampson 1895. Protonebula combusta ingår i släktet Protonebula och familjen mätare. Inga underarter finns listade i Catalogue of Life.